# Лушка (Бистрица-Насауд)
Лушка (рум. Lușca) насеље је у Румунији у округу Бистрица-Насауд у општини Насауд. Oпштина се налази на надморској висини од 326 m.

## Становништво
Према подацима из 2002. године у насељу је живело 635 становника, од којих су сви румунске националности.